# Stolec (województwo łódzkie)
Stolec – wieś w Polsce, położona w województwie łódzkim, w powiecie sieradzkim, w gminie Złoczew. 
W latach 1975–1998 miejscowość położona była w województwie sieradzkim.

## Położenie
Wieś w gminie Złoczew, położona nad rzeką Oleśnicą, 22 km od Sieradza, przy drodze łączącej Złoczew z Konopnicą.

## Integralne części wsi
| SIMC    | Nazwa             | Rodzaj                 |
| ------- | ----------------- | ---------------------- |
| 0722696 | Krzyżanka         | część wsi (do 2023 r.) |
| 0722704 | Młyn              | część wsi              |
| 0722710 | Pogony            | część wsi (do 2023 r.) |
| 0722727 | Serwitut          | część wsi              |
| 0722733 | Stolec Poduchowny | część wsi              |

## Historia
Odkryto tu jedyne znaleziska neolityczne na ziemi sieradzkiej (3500-2500 lat p.n.e.) w postaci drobnych wyrobów krzemionkowych: skrobaczy wiórowych, noży, piłek i wierteł.
Gniazdo rodowe Stoleckich h. Wieruszowa założone w pocz. XV w. W starych dokumentach występuje jako: Stoholecz Major i Minor. Na pocz. XVI w. właścicielem wsi został Majaczewski z Majaczewic, a następnie przechodziła kolejno w ręce: Szaniawskich, Olszowskich i Psarskich. W 1863 r. istniał tu szpital powstańczy. Pierwszy kościół w Stolcu wspomniany został w aktach Kapituły Gnieźnieńskiej pod datą 1449 r. Gdy ten kościół chylił się ku upadkowi, miejscowy dziedzic, a zarazem starosta bolesławicki Filip Szaniawski wystawił w 1768 r. nowy drewniany kościół, do którego przybudowali murowaną kaplicę wraz z grobowcem rodzinnym Olszewscy z Niechmirowa.
3 września 1939 żołnierze Wehrmachtu dokonali zbrodni na ludności wsi. Zamordowali 9 osób. Niemcy spalili całą wieś.

## Zabytki
Istniejący kościół, wybudowany w latach 1912–1925, jest trzecim stojącym w tym miejscu. Poprzednia, drewniana świątynia wybudowano w 1768. Wieża obecnego, murowanego kościoła w stylu neogotyckim, spełnia funkcję drogowskazu, bowiem widać ją z bardzo daleka. Do kościoła tego niemal w całości przeniesiono wyposażenie z poprzedniej świątyni. Ołtarz główny późnobarokowy z 1779 r. został wykonany przez snycerza Szymona Jaczkiewicza. W bocznym ołtarzu jest umieszczony patron kościoła – św. Wawrzyniec w rokokowej metalowej sukience. Krucyfiks z XVII w. Szczególnie cenne są części nagrobka z 1661 r. Waleriana Olszowskiego (1587-1650), kasztelana spicymierskiego, wnuka Andrzeja Frycza Modrzewskiego. Synem Waleriana Olszowskiego był uchodzący za jednego z wybitnych przedstawicieli swojej epoki prymas Andrzej Olszowski. Inny syn – Hieronim był podstolim koronnym i wojewodą rawskim. Nagrobek ten przedstawia rzeźbioną w piaskowcu figurę zmarłego w zbroi, leżącego w półśnie, co zgodnie z renesansową symboliką oznaczało oczekiwanie na nowe życie po zmartwychwstaniu. Przy nogach rycerza stoi duży kartusz z herbami: Prus II, Jastrzębiec, Ostoja i Topór. Na dole tablica inskrypcyjna.
W bocznej nawie kościoła umieszczone jest płótno przedstawiające błogosławionego Wincentego Kadłubka autorstwa Aleksandra Lessera. Fantastyczne dzieje obrazu opisał Mirosław Pisarkiewicz w opowiadaniu "Św. Icek" (ISBN 978-83-934731-0-6). 
Na cmentarzu znajduje się wzniesiona w 1833 r. murowana kaplica św. Salomei z obrazami: św. Salomei z poł. XIX w. i św. Tekli z II poł. XVIII w. Na zewnętrznej ścianie kaplicy – płyta nagrobna Salomei z Komorowskich Psarskiej, zmarłej w 1832 r. żony Józefa Psarskiego, właściciela majątków w Łubnej, Wielgim i folwarku Dymek. Obok grobowiec rodziny Olszowskich z Niechmirowa z elementami łuku tryumfalnego, wewnątrz którego stoi kobieta ze zwojem w ręku, wsparta na złamanej półkolumnie. Rozróżnia się herby: Prus i Jastrzębiec. Na zewnątrz łuku umieszczono putta, pod którymi wyryto inskrypcję poświęconą Mateuszowi Kisiel Kiślańskiemu z Warszawy, zm. w Niechmirowie w wieku 59 lat dnia 22 VII 1847 r. oraz Karolowi Kisiel Kiślańskiemu, właścicielowi dóbr Czernice, zm. w wieku 69 lat w Wolnicy dnia 22 stycznia 1857 r. Na cmentarzu znajduje się ponadto bogato rzeźbiona płyta z piaskowca na grobie Jana Hegnera de Rozenfeld (lat 73 - zm. 26 VI 1905 r.)-rzeczywistego członka Papieskiej Akademii Umiejętności oraz eklektyczny nagrobek poświęcony obywatelowi ziemskiemu Konstantemu Grabskiemu (lat 51 - zm. 8 XI 1898) - właścicielowi majątków Gronów i Biała.
3 września 1939 r. pod Stolcem rozegrała się bitwa między 3. bat. 15 pp. "Wilków" z Dęblina a pułkiem zmotoryzowanym SS "LAH". W końcu cmentarza jest zbiorowa mogiła 18 żołnierzy polskich poległych w tej bitwie. Między nimi spoczywa major WP Władysław Dzierzgowski, zmarły w 1830 r.

## Edukacja
We wsi działa Szkoła Podstawowa Im. Bohaterów Września 1939 Roku, otwarta 1 września 1998 roku.

## Sport
W Stolcu od 1997 roku działa klub sportowy Iskra Stolec. Uczestniczy on w rozgrywkach piłki nożnej w klasie B okręgu sieradzkiego.